# Antimodernisteneid
Der so genannte Antimodernisteneid war ein am 1. September 1910 von Papst Pius X. mittels des motu proprio „Sacrorum antistitum“ eingeführter Eid. Im Kontext der Antimodernismus-Strömung innerhalb der katholischen Kirche in der ersten Hälfte des 20. Jahrhunderts musste er von den Klerikern abgelegt werden. Der Eid wendet sich gegen jene Lehren, die als Modernismus bezeichnet werden und bereits 1864 im Syllabus errorum des Papstes Pius IX. verurteilt wurden. In ihm wird auf die damals bekannten Dokumente Pascendi und Lamentabili (beide aus dem Jahr 1907) verwiesen.
1967 schaffte Papst Paul VI. den Antimodernisteneid ab und ersetzte ihn durch ein Glaubensbekenntnis. Ohne Wiederholung der Lehrverurteilungen bekräftigte derselbe Papst aber 1968 die wesentlichen Glaubensinhalte des Katholizismus im Credo des Gottesvolkes.

## Inhalt

### Erster Abschnitt
Der Eidleistende schwört, die Glaubensaussagen des kirchlichen Lehramtes anzunehmen, insbesondere folgende fünf Hauptpunkte, die den „Irrtümern der Gegenwart“ gegenüberstünden:
- Erstens: „Ich bekenne, dass Gott, der Ursprung und das Ende aller Dinge, mit dem natürlichen Licht der Vernunft durch das, was geschaffen ist, d. h. durch die sichtbaren Werke der Schöpfung, als Ursache mittels der Wirkung, mit Sicherheit erkannt und auch bewiesen werden kann“ (siehe hierzu auch den Artikel Natürliche Theologie).
- Zweitens: „Ich anerkenne die äußeren Beweismittel der Offenbarung, d. h. die Werke Gottes, in erster Linie die Wunder und Prophezeiungen, als ganz sichere Zeichen des göttlichen Ursprungs der christlichen Religion. Ich halte fest, dass sie dem Geist aller Zeiten und Menschen, auch der Gegenwart, auf das beste angepasst sind.“
- Drittens: „Fest glaube ich, dass die Kirche, die Hüterin und Lehrerin des geoffenbarten Wortes, durch den wahren und geschichtlichen Christus selbst, während seines Lebens unter uns, unmittelbar oder direkt eingesetzt, und dass sie auf Petrus, den Fürsten der apostolischen Hierarchie, und auf seine steten Nachfolger gebaut wurde.“
- Viertens: Hier wird die rückhaltlose Annahme der unveränderlichen Glaubenslehre verlangt, „die von den Aposteln durch die rechtgläubigen Väter stets in demselben Sinn und in derselben Bedeutung bis auf uns gekommen ist.“ Folglich zu verwerfen sind die „irrgläubige Erfindung“ einer „Entwicklung der Glaubenssätze“ (d. h. die Vorstellung der Zeitgebundenheit und geschichtlichen Weiterentwicklung lehramtlicher Aussagen) und die Annahme, Glaubenssätze seien durch „Erfindung unseres Denkens“ oder „Schöpfung des menschlichen Bewusstseins“ entstanden und würden „sich in Zukunft in unbegrenztem Fortschritt vollenden“ (also weiterentwickeln).
- Fünftens: Verlangt wird das Bekenntnis, „dass der Glaube kein blindes religiöses Gefühl ist [...], sondern dass er eine wahre Zustimmung des Verstandes zu der von außen durch Hören empfangenen Wahrheit ist, durch die wir auf die Autorität Gottes des Allwahrhaftigen hin für wahr halten, was uns vom persönlichen Gott, unserm Schöpfer und Herrn, gesagt, bezeugt und geoffenbart worden ist.“

### Zweiter Abschnitt
In diesem Abschnitt ist die Zustimmung zu folgenden Verurteilungen zu beschwören:
- Zu verurteilen ist der Irrtum aller derer, die behaupteten, der kirchliche Glaube könne der Geschichte widersprechen und die heutigen katholischen Dogmen ließen sich mit den zuverlässigen Quellen der christlichen Religion nicht in Einklang bringen.

- Verurteilt wird die Meinung, nach der der christliche Gelehrte zwei Personen in sich vereinigen könne, eine, die glaubt, und eine, die forscht, so dass es dem Historiker erlaubt sei, etwas für wahr zu halten, was dieselbe Person vom Standpunkte des Glaubens als falsch erkennen muss.

- Verworfen wird der Irrtum derer, die behaupten, dass der Lehrer, der Fragen der historischen Theologie behandelt oder wer auch immer sich mit diesem Gegenstande schriftstellerisch befasst, zuerst sich von allen Voraussetzungen frei machen müsse, sei es hinsichtlich des übernatürlichen Ursprungs der katholischen Überlieferung, sei es hinsichtlich des von Gott versprochenen Beistandes eines jeden Teils der geoffenbarten Wahrheit.

- Ferner werden u. a. verurteilt alle jene, die in der christlichen Überlieferung überhaupt nichts Göttliches anerkennen oder diese Überlieferung im Sinne des Pantheismus so auslegen, dass eine einfache, jeder anderen geschichtlichen Überlieferung gleichzustellende Tatsache übrigbleibt.

## Eidpflichtige
Den Eid mussten ablegen:
- alle Subdiakone
- alle Priester, bevor sie die Vollmacht zum Beichthören und Predigen erhielten
- alle Pfarrer und Kanoniker vor Übernahme ihres Amtes
- alle Beamten der bischöflichen und päpstlichen Kurie
- alle Ordensoberen und -lehrer vor Übernahme ihres Amtes
- alle Studierenden an katholischen universitären Einrichtungen vor Erhalt der offiziellen akademischen Grade wie z. B. Baccalaureat, Lizenz, Diplom, Doktor; ausgenommen von dieser Regelung waren ab 1962 Studierende aus den orthodoxen Kirchen.[1]

## Auswirkungen und Rezeption
Als Papst Pius X. 1910 den Antimodernisteneid verlangte, löste er eine jahrelang andauernde Polemik aus. Der liberale Protestantismus, die Leben-Jesu-Forschung, ganze Schulen der Bibelwissenschaft sowie der Darwinismus wurden scharf abgelehnt; wer dem Papst darin nicht folgen wollte, musste seine kirchliche Tätigkeit einschränken oder sogar einstellen. Wie die grundlegenden Studien von Judith Schepers im Historischen Archiv der Glaubenskongregation erwiesen haben, betrachteten die Kardinäle des Sanctum Officium den Eid allerdings nicht als Glaubensbekenntnis, sondern lediglich als disziplinäre Erklärung der Anhänglichkeit an die kirchliche Autorität. Eidverweigerer wie der deutsche Kirchenhistoriker Franz Wieland (1872–1957) wurden deshalb nicht exkommuniziert, sondern lediglich von der Seelsorge ausgeschlossen. Die Kardinäle stellten sich damit gegen die Ansicht der Verfasser des Eides, die Konsultoren Louis Billot und Wilhelmus Marinus van Rossum.
Gegner sahen in diesem Eid eine anstößige Verletzung der wissenschaftlichen Freiheit. Im Berliner Tageblatt wurde die Frage aufgeworfen, ob den Geistlichen, die den Antimodernisteneid geschworen haben, „noch die gleichen staatsbürgerlichen Rechte zugebilligt werden können, wie den Deutschen, die keinem Ausländer den Eid unbedingten Gehorsams geschworen haben“. Der liberale Politiker Karl Schrader thematisierte den Antimodernisteneid im Dezember 1910 in einer Reichstagsdebatte: „Was soll dazu eine Regierung sagen, wenn die katholischen Priester so verpflichtet sind? Werden sie nicht in diesem Sinne auch alle erziehen, die ihnen anvertraut sind? Aber auch das überlasse ich der katholischen Kirche. Aber haben wir nun noch die Möglichkeit, einem solchen Mann staatliche Ämter anzuvertrauen? Können wir ihm anvertrauen die Schulaufsicht, den Religionsunterricht in der Schule? Das geht doch nicht mehr an.“ Der Eid bedeute „den Wendepunkt für die Geschicke der theologischen Fakultäten“ an den deutschen Universitäten, war man sich in der Kölnischen Zeitung sicher. „Mit dem von Rom angeordneten Modernisten-Eid ist das Schicksal der katholischen Fakultäten besiegelt; ihre Abschaffung ist nur mehr, darüber gibt man sich sogar in kirchlichen Kreisen keiner Täuschung mehr hin, eine Frage der Zeit.“ Befürworter des Antimodernisteneides begrüßten die profilierte Abgrenzung einer „rechtgläubigen“, traditionsverbundenen Theologie z. B. gegenüber Modeerscheinungen.